# Rocker
Rocker bezeichnet im deutschsprachigen Raum die Mitglieder einer ursprünglich aus den USA stammenden, motorradfahrenden Subkultur, die sich oft in Motorradclubs, sogenannten Motorcycle Clubs (kurz MCs), organisieren. Auch Motorradfahrer, die nicht in Clubs organisiert sind, werden gelegentlich der Szene zugerechnet und als Freebiker (englisch ‚freie Motorrad-Fahrer‘) bezeichnet.

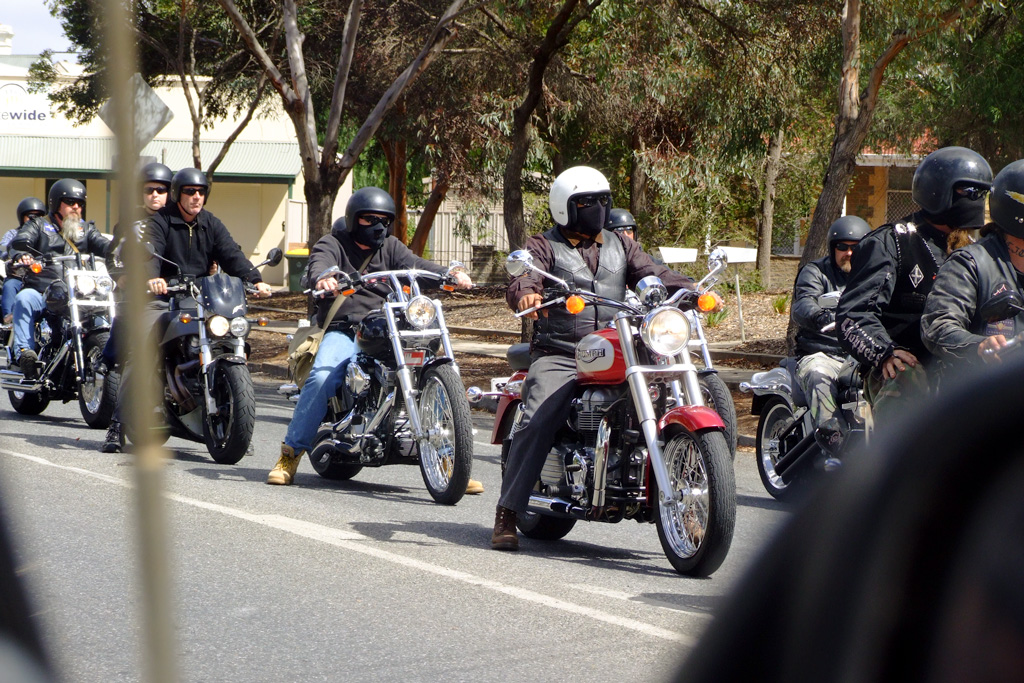
Australische Rocker bei einer Protestfahrt

In Abgrenzung zu anderen Motorradfahrern stellt das Motorradfahren für Rocker Teil eines gesamten Lebensstils dar, der sich meist ostentativ von bürgerlichen Normen und gesellschaftlichen Regeln abgrenzt. Die Abgrenzung geschieht unter anderem durch entsprechendes Auftreten, wie zum Beispiel das Tragen von Leder- bzw. Jeanswesten, den sogenannten Kutten, mit auffälligen Kennzeichnungen in Clubfarben (Colors), Tätowierungen und der Verwendung von (teilweise provozierenden) Symbolen.
Oft werden von überzeugten Rockern besonders modifizierte Motorräder gefahren (sogenannte Custombikes, speziell Chopper).
Das Rockermilieu war erster Schwerpunkt des Lagebildes des Bundeskriminalamtes zur Organisierten Kriminalität 2019. Individuell genannt werden dabei Hells Angels, Bandidos, Gremium MC und Red Devils MC. Von anderen Subtypen der Organisierten Kriminalität unterscheiden sich die Rocker insbesondere durch eine hohe Bereitschaft zur Gewaltkriminalität.

## Begriff
Trotz des englisch anmutenden Wortes ist die Bezeichnung Rocker für die Subkultur eine deutsche Besonderheit bzw. ein Scheinanglizismus. International bezeichnen sich Vertreter des entsprechenden Lebensstils als Biker oder Bikies (von englisch bike ‚Motorrad‘), während Rocker in England ursprünglich eine Art des Motorrad fahrenden Lebensstils bezeichnete, die mit Rockmusik und modifizierten Motorrädern (Cafe Racer) verknüpft ist, siehe Rocker (Subkultur).
In Deutschland haben zunächst die Presse und später auch die Mitglieder entsprechender Motorradgruppen selbst die Bezeichnung übernommen. Auch mit der Wandlung der Clubszene und Ausrichtung an die US-amerikanischen Biker-Clubs Ende der 1990er Jahre hat sich die Bezeichnung erhalten, und heute bezeichnen sich Mitglieder mancher Motorradclubs auch selbst als Rocker. Auch Interpol nutzte die Bezeichnung Rocker als Codewort einer groß angelegten Ermittlung innerhalb der Outlaw Motorcycle Gangs. Im englischsprachigen Ausland bezeichnet der Begriff nur die oberen und unteren Aufnäher auf der Kutte (top rocker und bottom rocker).

## Geschichte
Das Phänomen, dass sich Motorradfahrer in einer Art Subkultur als Mitglieder einer Rockerszene verstehen, sich in der hier beschriebenen Art und Weise in Motorrad-Clubs (englisch motorcycle clubs, MC) organisieren und durch ihr Auftreten von der bürgerlichen Gesellschaft abheben, lässt sich schon in der Zeit vor dem Zweiten Weltkrieg nachweisen.
Es handelt sich seinen Ursprüngen nach nicht, wie in den 1960er bis 1980er Jahren in England und auch Deutschland begriffen, um eine Jugend-, sondern um eine Protestkultur. Nach soziologischer Auffassung konnten sich vor allem aus Kriegen heimkehrende Soldaten nicht wieder in das zivile Leben einfügen und bildeten sozial geschlossene Randgruppen. In der Literatur werden für diese Gruppenbildung verschiedene Gründe angegeben. Nach Aussagen früherer Rocker wie zum Beispiel des Hells-Angels-Gründungsmitgliedes Sonny Barger war dies unter anderem dem Wunsch nach fortdauernder Kameradschaft und starkem Zusammenhalt zuzuschreiben. So bezeichneten sich Mitglieder als Ausdruck einer entsprechend engen Verbundenheit untereinander oft als Brother (englisch ‚Bruder‘), was in weiterer Folge auch der Stellenwert des Clubs als zweite Familie oder Ersatzfamilie betonte (beides hat sich bis heute erhalten). Ein verbindendes Element der Gruppen war das gemeinsame Motorradfahren und das dabei empfundene Gefühl intensiver Lebendigkeit und Freiheit. Aufgrund begrenzter finanzieller Mittel (und um schnelleren Fahrens willen) bildete sich als bevorzugtes Motorrad der Chopper heraus, bei dem alles Überflüssige entfernt und das Motorrad in seiner Leistung verstärkt wurde.
Ausgangspunkt der Rockergruppen waren die Pissed Off Bastards of Bloomington, die sich im Jahre 1945 aus ehemaligen Mitgliedern der US Air Force rekrutierten. Weitere Rockergruppen kamen hinzu, ihre zunehmende Kriminalisierung brachte ihnen die Bezeichnung Outlaw Motorcycle Gang ein. Als wichtigstes Ereignis für ihr Selbstverständnis und ihr Bild nach außen sehen viele Rocker heute die Vorgänge beim Motorradtreffen in Hollister am 4. Juli 1947, dem sogenannten Hollister Bash. Die Ereignisse wurden in dem Film Der Wilde mit Marlon Brando thematisiert, vor allem aber auch dramatisiert.
Tatsächlich gab es bei diesem Motorradtreffen Auseinandersetzungen zwischen Mitgliedern verschiedener Gruppen und der Polizei, die aber nach heutigen Maßstäben als harmlos gelten müssen. Selbst damals machten weniger die Bürger von Hollister und die Polizei als vielmehr die Presse den Hollister Bash zum Ereignis. Vor allem ein gestelltes Bild im Life-Magazine erregte großes Aufsehen. Es zeigt einen betrunkenen Biker auf seiner Harley, umgeben von Bierflaschen. Die American Motorcyclist Association (AMA) soll nach den Ereignissen von Hollister erklärt haben, nur „ein Prozent“ der Motorradfahrer sei an den Unruhen beteiligt gewesen, während sich 99 % der Motorradfahrer anständig verhalten hätten. Die AMA dementierte 2005 gegenüber der deutschen Zeitschrift Bikers News, diese Nachricht je herausgegeben zu haben. Die Legende von der 99%-Erklärung wurde aber schon kurz nach den Ereignissen für wahr gehalten. Daraus leitet sich heute der Begriff des Onepercenters (und des entsprechenden in der Szene verwendeten Aufnähers) für jemanden ab, der kompromisslos nach den Ideen der Rockerszene lebt – unter anderem auch mit der entsprechenden Gewaltbereitschaft. Und obwohl sich das Auftreten der Rocker und ihr Bild in der Öffentlichkeit seit den 1950er Jahren immer wieder verändert hat, sind die damaligen Ereignisse und vor allem ihre mediale Aufbereitung bis heute prägend für den Mythos vom gewaltbereiten Rocker, der seine Freiheit über alles liebt und dafür auch ein Leben jenseits aller bürgerlichen Normen in Kauf nimmt.
Im März 1948 benannten sich einige Mitglieder der Pissed Off Bastards of Bloomington in Hells Angels um – zunächst in und um San Bernardino (Kalifornien) –, die heute einen der weltweit bekanntesten Rockerclubs sind und galten als Vorbild für alle danach entstandenen Gruppierungen.
Als ältester Motorcycle Club der Welt – im hier beschriebenen Sinne – gilt der 1932 von Lee Simerly in Maryville, Louisiana gegründete GYPSY MC. An zweiter Stelle folgt der Outlaws MC, gegründet 1935 in der Nähe von Chicago, anfangs noch als Mc Cook Outlaws Motorcycle Club. Der Boozefighters MC (englisch booze ‚Schnaps‘ und fighters ‚Kämpfer‘) wurde vor allem dadurch bekannt, dass seine Mitglieder beim o. g. Hollister Bash durch exzessives Trinken und Prügeleien auffielen.
In den folgenden Jahrzehnten gründeten viele der Clubs kleinere und größere Ableger, sogenannte Chapter oder Charter, und breiteten sich zunächst in den Vereinigten Staaten, später auch in Europa aus. Dabei kam es immer wieder zu Revierstreitigkeiten oder sogenannten Rockerkriegen, wie z. B. in Kanada und Skandinavien. Inzwischen gelten Rockerclubs, vor allem die großen Motorradclubs, als weltweites Phänomen.

### Motorcycle Clubs in Deutschland und Europa
In Deutschland wurden MCs, wie sich die Gruppen nach dem englischen motorcycle club auch selbst nennen, ab den 1960er Jahren gegründet, meist von hier stationierten amerikanischen Soldaten gegründet, oder zumindest von ihnen inspiriert. Die deutsche MC-Szene wurde infolge des Zeitgeistes der späten 1960er und frühen 1970er Jahre schnell sehr vielfältig. So wurde 1973 in Aachen der Devil's Ducks MC gegründet und im Laufe der Jahre zum größten MC des linken Niederrheins mit Chapter in Mönchengladbach, Jüchen und Willich. Dies konnte sich die Szene bis in die späten 1990er Jahre bewahren. Dadurch, dass dann große deutsche Motorrad-Clubs zu Unterabteilungen amerikanischer Clubs wurden, nahm die Vielfalt stark ab. So wurden im November 1999 die Chapter (regionale Untervereine) des Bones MC zu Chartern des Hells Angels MC Germany, und der („gelbe“) Ghostrider’s MC wurde zum Bandidos MC. Mit den Ghostriders wechselten der Road Eagle MC Nomads und die Münchener Destroyers zu den Bandidos. Am 21. April 2001 wechselte der („schwarze“) Ghost-Riders MC Germany nach 28 Jahren das Emblem (englisch „colour“, amerikanisch „color“) und wurde der Outlaws MC Germany. Von den ursprünglichen deutschen Clubs sind als größter der Gremium MC, als ältester rein deutscher Club der Red Devils MC und als ältester, die ersten fünf Jahre rein US-amerikanischer, Club in Deutschland der Iron Horses MC verblieben. Zahlreiche mittelgroße und kleine Clubs verschwanden oder gingen in den größeren Clubs als Chapter bzw. Charter (synonym verwendet) auf (patchover), insbesondere in Ballungsgebieten. Entfernt von Großstädten ist eine sehr rege Motorrad-Club- oder -Freunde-Kultur erhalten geblieben, die über die Jahrzehnte fester Bestandteil der ländlichen Kultur war. Doch auch hier ist, häufig durch Gewaltandrohung, ein Auflösen vieler regionaler Clubs zu Gunsten der überregionalen Gruppen zu beobachten.
Es gibt jedoch auch Beispiele wie der Anfang 2017 gegründete Devil's Ducks MC Nomads, die ohne Clubhaus den Spaß am Motorradfahren weiter pflegen. Diejenigen in der Motorradszene, denen es primär ums Fahren geht, sind jedoch über die Politik verärgert, da immer mehr Städte und Kreise Motorräder aus Lärmschutz- und Umweltschutzgründen aussperren möchten.

## Strukturen und Kennzeichen
Die innere Organisation der Motorrad-Clubs war bis in die 1980er Jahre noch heterogener, wobei es in der Regel immer eine Führungsgruppe gab, die die Standards für den Rest festlegte. So gab es Clubstrukturen vom „Freundeskreis“ (nur noch bei sehr kleinen ländlichen Clubs) bis hin zu „militärähnlich“. Das betrifft vor allem die größeren Clubs mit mehreren Abteilungen, die teilweise international organisiert sind. Dabei gibt es neben den Führungsgremien der einzelnen Abteilungen auch landes- oder kontinentbezogene Funktionsträger.
Gängige Clubämter sind auf Abteilungsebene oder bei kleinen Clubs President, Vice President, Secretary (Schriftführer oder Pressesprecher) und Treasurer (Schatzmeister). Diese Ämter haben damit ganz ähnliche Funktionen wie in bürgerlichen Vereinen. Andere, speziell auf die Rocker-Szene bezogene Ämter sind z. B. Road Captain, dieser übernimmt bei Ausfahrten deren Koordination und fährt daher in der Regel an der Spitze, oder auch der Sergeant at Arms, Enforcer oder Security Chief, der über die „Clubdisziplin“ wacht.
Neugründungen von Motorrad-Clubs führen oft zu ernsten Auseinandersetzungen mit bestehenden Gruppen, wenn sie nicht mit diesen abgesprochen sind. Es herrschen Regeln, die für Außenstehende zum Teil schwer nachvollziehbar sein und teilweise absurd wirken können und die mit einem Ehrbegriff verwoben werden, der für Nichtmitglieder übersteigert wirken kann. So können Clubs zum Beispiel „Gebietsansprüche“ erheben, d. h. die Neugründung im „eigenen“ Gebiet wird – unter Umständen auch mit Einschüchterung oder Gewalt – zu verhindern versucht. Selbst das Durchfahren eines beanspruchten Gebietes durch ein Mitglied eines anderen Clubs, das dabei die Embleme des fremden Clubs trägt, wird teilweise zu unterbinden versucht, indem das fremde Mitglied zum Ausziehen des entsprechenden Kleidungsstücks (Weste mit Emblem) gezwungen wird.

### Mitgliedschaft

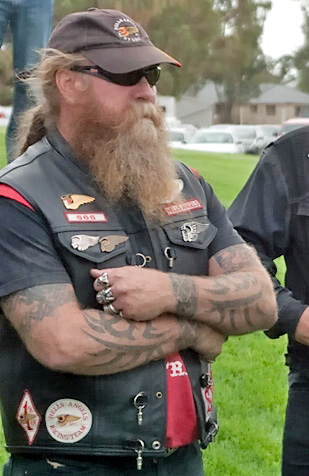
Rocker mit Kutte, „Member“

Die Mitglieder eines Motorrad-Clubs verstehen sich als brothers und fühlen sich einander stark verpflichtet. Daher bestehen Clubs im Allgemeinen auf einem restriktiven mehrstufigen Aufnahmeverfahren, das sich über mehrere Jahre hinziehen kann. Der Ablauf dieser Anwartschaft ist bei den meisten Clubs sehr ähnlich:
1. Interessierte Anwärter werden als Hangaround bezeichnet, sie gelten als Anhänger des Clubs und haben keine besonderen Rechte oder Pflichten.
2. Aus den Hangarounds rekrutieren sich die als Prospect bezeichneten „ernsthaften“ Anwärter auf eine Vollmitgliedschaft. Diese Anwartschaft dauert unterschiedlich lange, in der Regel dauert die Mindestzeit zwei oder mehr Jahre. Bei manchen Clubs ist sie allerdings zeitlich nicht „nach oben“ begrenzt. In diesem Fall liegt es unter anderem auch am Prospect, wann dieser sich aktiv dazu entscheidet, Vollmitglied werden zu wollen und unter anderem auch die damit verbundenen erweiterten Verpflichtungen eines Mitglieds (member) zu übernehmen (vorausgesetzt, der Club ist damit ebenfalls einverstanden).
3. Nach Ablauf der Anwartschaft und wenn sowohl der Prospect als auch der Club einverstanden sind, können Prospects schließlich Vollmitglieder (member) werden. Damit verbunden ist meistens auch die Verleihung des Clublogos als Rückenaufnäher für die Kutte (Prospects tragen in der Regel eine Kutte ohne Logo und teilweise auch Aufnäher mit der Aufschrift „Prospect“).

Nach Auffassung von Motorrad-Clubs soll die Zeit als Prospect einerseits für den Club dazu dienen, um das potentielle Vollmitglied kennenlernen zu können und einzuschätzen, ob der Anwärter auch zum Club passt; andererseits wird dem Anwärter damit auch eine Bedenkzeit gegeben, um die komplexen Beziehungen innerhalb eines Clubs einzuschätzen und zu entscheiden, ob er sich darauf einlassen will.
Die lange Probezeit und die damit verbundenen Restriktionen dienen auch als Sicherstellung für den Club, dass sich das potentielle Neumitglied nicht nach zwei Jahren ein „neues Hobby“ sucht. Denn als entscheidendes Bindeglied von Clubs gilt das lebenslange Zueinandergehören und -stehen. Darin werden von der Polizei und manchen Soziologen auch Parallelen zu kriminellen Vereinigungen gesehen. Eine negative Auswirkung dieser besonderen Verbundenheit kann sein, dass ursprünglich individuelle Konflikte durch Gruppen ausgetragen werden und so eskalieren und verhärten können („Your brother ain’t always right, but he’s always your brother“ ‚Dein Bruder hat nicht immer recht, aber er ist und bleibt dein Bruder‘ ist ein gängiges Zitat, ebenso „God forgives, Outlaws don’t!“ ‚Gott vergibt, Gesetzlose nicht!‘).
Die vollwertige Mitgliedschaft von Frauen ist praktisch in allen Clubs, mit Ausnahme von einigen wenigen kleineren, ausgeschlossen. Es gibt allerdings auch reine Frauen-Clubs.
Fast alle größeren Motorrad-Clubs bieten Mitgliedern und Freunden (den sogenannten Supportern, von englisch supporter ‚Unterstützer‘) inzwischen auch ein Angebot an Merchandising-Artikeln (Shirts, Tassen …) mit dem Clublogo an. Allerdings sind Artikel mit den tatsächlichen Clublogos in der Regel nur „Membern“ vorbehalten, Artikel für Supporter und andere tragen meist mit dem Club assoziierte Sprüche, Zahlenkombinationen oder eben vom Original abgewandelte Logos. Damit soll auch einem „Missbrauch“ des Clublogos durch das Vorgeben einer Mitgliedschaft vorgebeugt werden.

### Abzeichen und Namen

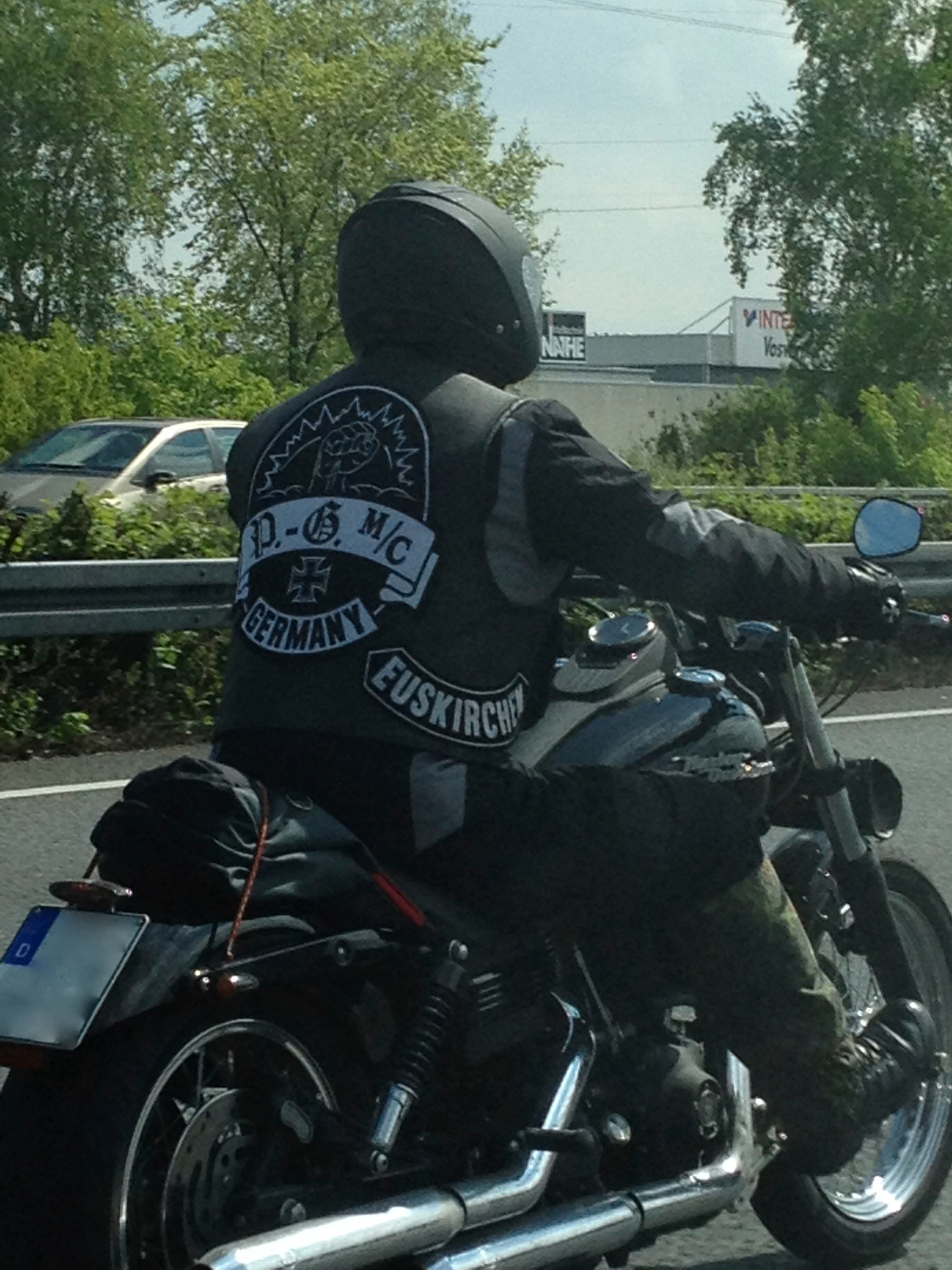
Patch eines Gremium-Prospects

Als Zeichen der Zusammengehörigkeit innerhalb eines MCs gilt das Emblem, das Colour (im Englischen backpatch genannt), das auf der Rückseite der Kutte getragen wird. Es besteht üblicherweise aus einem zentralen Bild (Center Crest) sowie darüber- und darunterliegenden Schriftzügen (Toprocker, Bottomrocker), die Namen und geografische Herkunft des Clubs angeben. Zur Abgrenzung gegen ähnliche Abzeichen anderer Motorradfahrerclubs, die sich nicht in der obigen Tradition sehen, fügen Motorrad-Clubs mitunter die Buchstaben MC oder ein 1 % ein. Das Colour gilt als unantastbar, es darf keinesfalls anderen (außer unter Umständen anderen Mitgliedern) überlassen werden. Mitglieder auf Probe (Prospects) erhalten zunächst nur ein unvollständiges Abzeichen, in der Regel nur die Schriftzüge.
Kleinere Abzeichen auf der Vorderseite der Kutte geben Auskunft über Stellung im Club, wie die oben genannten Ämter, und dienen der Selbstdarstellung. Zum Beispiel gibt es auch hier 1 %-Abzeichen oder die Zahl 74 für Besitzer einer Harley-Davidson mit 74 cubic inches Hubraum.
Viele vor allem kleinere MCs haben Freundschafts-, Erinnerungs- und Gedenkabzeichen, die zum Beispiel das Clubabzeichen im Kleinformat (unter 10 cm) wiederholen, Patches, die auch von Nichtmitgliedern getragen werden können. Allerdings ist es bei den großen Clubs nicht üblich, Abzeichen anderer Clubs zu tragen, seien sie auch noch so klein. Gelegentlich tragen Motorradfahrer, die sich zur Rocker-Szene zählen, ohne einem Motorrad-Club anzugehören, Rückenpatches mit dem Begriff free biker oder independent biker. Gerade free biker tragen auf ihren Kutten oft viele Freundschaftsabzeichen oder Patches von besonderen Motorrad-Treffen. Zudem geben alle großen und einige kleinere Clubs Support-Kleidung und -Aufnäher aus, die von Nichtmitgliedern getragen werden dürfen und deren Nähe zum betreffenden Club ausdrücken. Diese Aufnäher und Kleidungsstücke zeigen oft Namen oder Emblem des Clubs, ergänzt um den Hinweis Support, wobei viele Clubs den Nichtmitgliedern nur erlauben, Umschreibungen des Club-Namens zu tragen, so etwa Support 81, Support Fat Mexican usw.
Zusätzlich gibt es viele kleinere Abzeichen und Anstecker, die innerhalb der Motorrad-Clubs getragen werden, deren Bedeutung aber nicht immer klar bekannt ist. Das gilt zum Beispiel für die Abzeichen, die manchmal in den Zusammenhang mit Tötung oder Verletzung von Menschen gebracht werden. Hier ist es aufgrund der Strukturen der Clubs nahezu unmöglich, zwischen den Legenden Klarheit über die tatsächliche Bedeutung zu gewinnen, auch wenn die Informationen manchmal von Insidern stammen. Beispiele solcher Bezeichnungen sind:
- Filthy Few: Tötung eines Menschen[6][7]
- Expect No Mercy (Erwarte keine Gnade): Tötung oder schwere Verletzung eines Menschen[8][9]
- Dequiallo: Verletzung eines Polizeibeamten[10]

Andere Patches haben weniger dramatische Bedeutung oder sollen in erster Linie provozieren:
- ACAB: All Cops Are Bastards (Beschimpfung für Polizisten)
- FTW: Fuck the world

Viele Motorrad-Clubs umschreiben ihre Namen, da auch die Benutzung des Namens oft nur Mitgliedern und nur in Clubangelegenheiten gestattet ist. Als Umschreibung oder Codes sind beispielsweise bekannt:
- Bandidos MC: The Fat Mexican (nach dem Abzeichen), Red and Gold (nach den Clubfarben)
- Blue Angels MC: 21 für die Buchstaben B und A
- Devils Diciples: 44 für den Buchstaben D
- Hells Angels MC: 81 für die Buchstaben H und A, Big Red Machine (nach den Clubfarben)
- Gremium MC: 7 oder Black Seven (für das G, aber auch die Anzahl der Buchstaben im Namen)
- Outlaws MC: crossed pistons für die beiden gekreuzten Kolben im centerpatch, AOA für American Outlaw Association, GFOD für God forgives, Outlaws don’t!, Lucky 15 für den Buchstaben O.
- No Surrender MC: 1419 für die Buchstaben NS
- Road Runners MC: 18 für den Buchstaben R
- Sons of Silence: SOS

Die genannten Namensbestandteile weisen bei szenetypischen Aktivitäten, zum Beispiel Tätowierstudios oder Motorradrenngruppen, auf MC-Beteiligung hin. Der Anfangsbuchstabe eines MC wird oft mit FF gruppiert (zum Beispiel als OFFO) und bedeutet dann „Outlaws forever, forever Outlaws“, bzw. bei den Hells Angels AFFA („Angels forever, forever Angels“), Ausnahme bei den Freeway Riders EFIF („einmal Freeway, immer Freeway“).

## Rocker in der Gesellschaft
Abgesehen von polizeilichen Ermittlungsberichten, gelegentlichen Pressemeldungen und Büchern von Aussteigern gibt es wenig allgemeine und kaum wissenschaftliche Literatur zum Phänomen der Motorrad-Clubs. Das liegt zum einen an den engen, nach außen abgeschotteten Strukturen der Clubs, zum anderen an der großen Kluft zwischen der akademischen Welt der Sozialwissenschaften und dem Lebensstil der Rocker. Dadurch wird das Bild der Rocker in der Bevölkerung vor allem durch Pressemeldungen und Filme bestimmt.
Dieses Bild ist in der Regel sehr zwiespältig. Zum einen zielt das Auftreten der meisten Rocker auf Provokation und Machtdemonstration, was bei vielen Menschen eher Angst oder zumindest Zurückhaltung auslöst. Diese Einschätzung wird durch häufige Pressemeldungen verstärkt, in denen „Rockerbanden“ mit Gewalttaten und organisierter Kriminalität (Drogenhandel, Prostitution) in Verbindung gebracht werden.
Andererseits haben Rocker das Image des freiheitsliebenden Rebellen und stellen eine moderne Variante des einsamen Rebellen dar. Sie eignen sich dadurch für manche Unternehmen sogar als Werbe-Ikonen. So startete eine deutsche Bausparkasse in den Jahren 2007–2008 eine große Werbekampagne mit Rockern als Werbebotschafter.
Eine ähnlich zwiespältige Haltung wird sozialwissenschaftlich das Rockerparadoxon genannt, wenn die Mitglieder eines MC subjektiv Freiheit empfinden, obwohl sie durch die zahlreichen Zwänge und Normen innerhalb des Clubs und der Szene starken Regeln unterliegen und sich der Gruppe unterordnen. So sind Rituale, Kleidung, Fabrikat des Motorrades, Umgang, Sprache und Aussehen stark beeinflusst durch kollektive Uniformität.
Aus Rockerkreisen wird immer wieder beklagt, dass Politiker und Ermittlungsbehörden das Negativ-Image der Rocker in der Bevölkerung massiv schüren. Im Jahre 1986 veröffentlichten die Innenminister der Länder ein Plakat, auf dem Rocker als Sinnbild der Gewalt gegen Bürger pauschalisiert wurden. Im Laufe der politischen Auseinandersetzungen um dieses Plakat wurde im selben Jahr eine clubübergreifende Interessenvertretung der Biker und Rocker Deutschlands gegründet, die Biker Union.

### Konflikte
Motorrad-Clubs und ihre Mitglieder geraten dabei tatsächlich immer wieder in den Brennpunkt polizeilicher Arbeit. Der in diesem Zusammenhang oft benutzte Begriff der Brotherhood of Outlaws (‚Bruderschaft der Gesetzlosen‘) ist irreführend, da dies im amerikanischen Sprachgebrauch nicht Gesetzlose meint, sondern zunächst jene, die nach den Ausschreitungen von Hollister aus der AMA ausgeschlossen (outlawed) wurden. Der Gebrauch des Wortes hat sich also über die Jahrzehnte gewandelt. Innerhalb der Polizeibehörden wird international oft von sogenannten outlaw motor cycle gangs (‚gesetzlose Motorradbanden‘) gesprochen.
Durch die Massenmedien werden Verurteilungen von MC-Mitgliedern oft zusammen mit dem Namen des Motorrad-Clubs genannt. Der skandinavische Rockerkrieg in den 1990er Jahren zwischen Bandidos MC und Hells Angels MC ist erwähnenswert, weil es in dessen Verlauf zu mehreren Toten unter den Beteiligten, aber auch unter Unbeteiligten, sowie zum Einsatz von Kriegswaffen kam.
Bei allen großen Motorrad-Clubs ist insgesamt zu bemerken, dass es nicht nur einzelne kriminelle Mitglieder gibt, sondern sich diese oft aus einem solchen Milieu rekrutieren. Der gern gezogene Schluss, dass infolgedessen diese Motorrad-Clubs, oder sogar Motorrad-Clubs allgemein, kriminelle Vereinigungen seien, ist umstritten. Tatsächlich sind trotz vielfacher Anklagen Verurteilungen oder gar Clubverbote in diesem Bereich eine Seltenheit. Daher versuchen die Exekutivorgane der Bundesrepublik Deutschland Verbote vermehrt auf dem Wege des Vereinsrechts durchzusetzen, bislang häufig ohne Erfolg, denn durch Selbstauflösung und Gründung von Firmen können Verbote unterlaufen werden. Erfolgreicher sein könnte daher die Bildung von Schwerpunktstaatsanwaltschaften wie in Berlin. Verfahrenseinstellungen, die oft auch im Zusammenhang mit dem sehr engen Zusammenhalt unter den Mitgliedern und einem ganz erheblichen Drohpotenzial gegenüber möglichen Zeugen und Dritten gesehen werden, könnten dann seltener werden.
Sowohl Insider als auch Ermittlungsbehörden gehen davon aus, dass vor allem die großen und internationalen Motorrad-Clubs ihre Haupteinnahmequellen aus dem Sicherheitsdienstleistungssektor, legaler und illegaler Prostitution oder Bordellbetrieb und allen Gewerben um diese Bereiche haben sollen (Menschenhandel, Schutzgelderpressung).

### Rockerkriminalität
Rockerkriminalität wird von Rockergruppen begangen. Bei Rockergruppen handelt es sich um einen Zusammenschluss von Personen mit strengem hierarchischen Aufbau, enger Gruppenkohäsion mit uniformierter Kleidung und selbst geschaffenen strengen Regeln (Clique). Die Rockerkriminalität umfasst alle Straftaten von einzelnen oder mehreren Mitgliedern einer Rockergruppe, die hinsichtlich der Motivation für das Verhalten im direkten Zusammenhang mit der Zugehörigkeit zu dieser Gruppe und der Solidarität zu sehen sind. Deshalb wird die Rockerkriminalität über das Tatmotiv für die begangenen Straftaten, die in direktem Zusammenhang mit dem Motorradclub steht, definiert. Für die Zuordnung reicht die durch kriminalistische Erfahrung untermauerte Betrachtung des Tatgeschehens. Der Großteil der von Angehörigen von Rockervereinigungen begangenen Straftaten liegt im Bereich der organisierten Kriminalität und umfasst Rohheitsdelikte (Körperverletzungsdelikte: einfache Körperverletzung, gefährliche Körperverletzung; Erpressung, räuberische Erpressung, Bedrohung). Hintergrund dieser Straftaten sind häufig traditionelle Feindschaften zwischen den Clubs.

### Gerichtsurteile
Dass Rockern, die zuvor persönlich nicht strafrechtlich auffielen, die Waffenerlaubnis entzogen werden darf, wurde vom Bundesverwaltungsgericht (BVerwG) im Januar 2015 unter bestimmten Voraussetzungen anerkannt. Dem Urteil lag eine dementsprechende Klage dreier „Bandidos“-Mitglieder aus Bayern zugrunde. Dem Gerichtsurteil zufolge darf Mitgliedern von Rocker-Clubs die Waffenbesitzkarte prinzipiell „wegen Unzuverlässigkeit“ entzogen werden. Aufgrund der Strukturen der Rockervereine könne jedes Mitglied in gewaltsame Kämpfe hineingezogen werden. Eine missbräuchliche Verwendung der Waffen oder deren Überlassung an Unberechtigte sei dabei anzunehmen. Die Anwälte der Rocker hatten argumentiert, eine Prognose von „Unzuverlässigkeit“ könne nur anhand von konkreten, nachgewiesenen Handlungen gezogen werden. Bestimmte Strukturmerkmale der Gruppe müssen dem BVerwG zufolge die Prognose tragen, dass die Person zukünftig Verhaltensweisen im Sinne von § 5 Abs. 1 Nr. 2 WaffG verwirklichen wird.

## In anderen Kulturen
- Bōsōzoku – eine japanische Form der Motorrad-Clubs.

## Filme und TV-Serien
- Der Wilde (The Wild One, USA 1953), Darsteller: Marlon Brando
- Hell’s Angels on Wheels (USA 1967), Darsteller: Adam Roarke, Jack Nicholson, Oakland Hell’s Angels
- Die wilden Engel (The Wild Angels, USA 1966), Darsteller: Peter Fonda, Nancy Sinatra
- Hell’s Angels ’70 (USA 1969), Darsteller: Tom Stern, Jeremy Slate, Sonny Barger, Terry The Tramp and The Oakland Hell’s Angels
- C.C. and Company (USA 1970), Darsteller: Joe Namath, Ann-Margret
- Rocker (D 1972) von Klaus Lemke
- Der Mann, der niemals aufgibt (The Gauntlet, USA 1977), Regie und Hauptdarsteller: Clint Eastwood
- Stone (Australien 1984), Darsteller: Sandy Harbutt, Ken Shorter, Deryck Barnes, Hugh Keays-Byrne
- Stone Cold (USA 1991), Darsteller: Brian Bosworth, Lance Henriksen, William Forsythe
- Made of Steel (USA 1992), Darsteller: Charlie Sheen, Michael Madsen
- Lone Hero (USA 2002), Darsteller: Lou Diamond Phillips, Sean Patrick Flanery, Robert Forster
- Hell Ride (USA 2008) von Larry Bishop (Regie und Drehbuch), Darsteller: Larry Bishop, Michael Madsen, David Carradine, Dennis Hopper, Vinnie Jones; produziert von Quentin Tarantino und Larry Bishop
- Sons of Anarchy (TV-Serie, USA 2008–2014) von Kurt Sutter
- Mayans M.C. (TV-Serie, USA seit 2018) über einen fiktiven Motorradclub Mayans Motorcycle Club, die Serie ist ein Spin-off zur Serie Sons of Anarchy

## Lieder
- Udo Lindenberg: Ich bin Rocker (1976)[15]